# Front Mission 4
Front Mission 4 (フロントミッション フォース Furonto Misshon Fuoosu?) es un videojuego de rol táctico desarrollado y publicado por Square Enix, fue lanzado en Japón el 18 de diciembre de 2003 y en Norteamérica el 15 de junio de 2004. Es la cuarta entrega principal y la sexta entrega general de la serie de Front Mission. Al igual que otros títulos de la serie, Front Mission 4 se compone de una historia serializada, que sigue la historia de distintos personajes y sus luchas, utilizando mecanismos conocidos como wanzers. Front Mission 4 fue el segundo título de la saga Front Mission que fue lanzado en América del Norte. 
El videojuego tiene lugar a finales del siglo XXI, donde los "superestados" compiten por los recursos del mundo, y dos personas son enviadas a investigar cuando cinco bases de una nación son atacadas sin provocación por personas desconocidas. El videojuego fue desarrollado para que suene diferente musicalmente que los títulos anteriores, con instrumentos sudamericanos como la flauta de pan que se utilizaron para componer una estructura musical más dinámica.
El título fue el videojuego más vendido de la Navidad de 2003 en Japón y vendió más de 160 mil copias. Recibió críticas generalmente positivas, destacando los altos valores de producción y la personalización de los mecha para el combate, pero también destacó el alto nivel de dificultad y complejidad del videojuego.

## Jugabilidad
Front Mission 4 reutiliza varias mecánicas de juego ya vistas en Front Mission 2. El videojuego progresa de una manera lineal: se ven cinemáticas de los eventos, se completan misiones y se personalizan los wanzers entre el final de una misión y el inicio de la siguiente misión.
El jugador viaja a distintos lugares de un mapa mundial. A medida que el jugador progresa a través de la historia, se desbloquean nuevas ubicaciones en el mapa. Los pueblos y ciudades actúan como puntos de descanso donde el jugador puede organizar y establecer sus unidades para la próxima misión. Las zonas de batalla son donde las misiones se llevan a cabo, a pesar de que se vuelven inaccesibles después de terminar de la misión. Al igual que en Front Mission 2, Front Mission 4 cuenta con más de un protagonista para controlar a través del videojuego. Sin embargo, los escenarios nunca se unen en algún punto. 
Las misiones de Front Mission 4 son de tipo de juego de rol tradicional y táctico, que van desde la destrucción de todos los objetivos enemigos, hasta la protección de un determinado objetivo aliado. Hay una serie de características que regresan de Front Mission 2, como la utilización de "Action Points" (puntos de acción) y "Links" (enlaces). Los Action Points son una función que determina la cantidad de acciones que puede realizar cada unidad. Estas acciones pueden ser "mover" o "atacar" y ambas requieren una cierta cantidad de AP para usarlas. Al final de un turno completo, que consiste en una Player Phase y Enemy Phase (fase del jugador y fase del enemigo, respectivamente), una cantidad fija de AP se repone.  La cantidad de AP y su recarga, en las unidades, depende del número de habilidades que se han aprendido hasta el momento. 
Los Links son una característica que permite que múltiples unidades puedan prestarse apoyo ofensivo y defensivo entre sí durante las batallas. A diferencia de Front Mission 2 y Front Mission 3, los jugadores tienen un mayor control sobre los Links. Hasta cuatro unidades pueden ser unidas entre sí para formar un "link"; un link ofensivo para las batallas en la Player Phase, y un link defensivo durante la Enemy Phase. Además, el jugador puede decidir el grado de apoyo que una unidad puede proporcionar; una unidad ligada puede utilizar todas sus habilidades de combate, o no usar habilidades de combate en absoluto. Para las acciones vinculadas, un arma se debe configurar para participar en una batalla vinculada ofensiva o defensiva. Además dos acciones especiales también se pueden realizar como acciones vinculadas: el antibloqueo y el Salvamento respectivamente, el Antibloqueo causa que los misiles dentro del alcance puedan perderse, mientras que el Salvamento restaura cualquier wanzers destruido en la batalla. 
Front Mission 4 también cuenta con una serie de nuevas mecánicas de juego, como las armas que ahora son capaces de atacar más de una vez durante toda la batalla, siempre que la unidad que inicia el ataque tenga suficientes AP y municiones para el arma. La hora del día afecta las posibilidades de un arma de golpear a su objetivo; por ejemplo, la precisión se reduce durante la noche. Las condiciones climáticas afectan el alcance efectivo de las armas; por ejemplo, una tormenta de nieve reducirá la distancia máxima de disparo de una ametralladora. Al igual que en Front Mission Alternative, hay nuevas mochilas auxiliares que ofrecen características únicas cuando se utilizan en el campo de batalla. Además de elementos como turbo y mochilas de reparación, los jugadores ahora pueden usar mochilas propulsoras, mochilas de sensores y mochilas de radio.
Las mochilas de sensores están equipadas con sensores de sonar y radar, que amplían el campo de tiro de los lanzamisiles. Las mochilas EMP están armadas con pulsos electromagnético (EMP, por sus siglas en inglés) y sus ondas deshabilitan varias funciones en su objetivo. los propulsores han incorporado nonios que permiten a un wanzer escalar edificios sin tener que pasar directamente los obstáculos, como el agua. Las mochilas de radio tienen equipos de comunicaciones que permiten a un wanzer actuar como controlador aéreo por un transporte de señalización. Aparte de estas nuevas incorporaciones, las mochilas turbo ahora vienen con una pequeña cantidad de mochilas espaciales y de reparación.

## Argumento
Nota: En la versión norteamericana de Front Mission 4, los Estados Unidos del Nuevo Continente fueron cambiados por los Estados Continentales Unificados (UCS). Este cambio solo es exclusivo de esta versión de Front Mission 4.
La historia de Front Mission 4 esta ambientada en el año 2096 y se lleva a cabo en Venezuela y Europa. Desde que se revelaron las verdaderas causas del segundo conflicto Huffman en 2092, el mundo comenzó a desconfiar de las acciones de la República de Zaftra. Zaftra comenzó a perder las inversiones extranjeras y muchos negocios se retiraron de la unión, lo que resultó en grandes pérdidas económicas. Las distintas superpotencias como los Estados Unidos del Nuevo Continente (USN), se negaron a importar sus recursos naturales, que son el motor económico más importante de su economía. Con una economía en quiebra y una creciente desconfianza de la comunidad mundial, la República de Zaftra disolvió la Organización de Mediación por la Paz (PMO) en 2094. Mientras tanto, el descubrimiento de nuevos recursos naturales en Polonia condujo a la Comunidad Europea (EC) a detener completamente la importación de materias primas de Zaftra. En consecuencia, los ciudadanos comenzaron a emigrar de Zaftra a otros países en busca de trabajo. En 2096, la República de Zaftra regresó al escenario mundial, después de una misteriosa guerra relámpago, en la cual las bases militares de la CE dejaron a Europa en una inminente crisis de recursos. En el otro lado del mundo, Venezuela abruptamente declara su independencia de la USN.
Desde aquí, la trama de Front Mission 4 gira en torno a dos personas: el recluta de Durandal Elsa Eliane y el sargento de la USN Darril Traubel. En 2096, cinco bases militares en Alemania son atacadas simultáneamente por asaltantes desconocidos. Los líderes de la EC discuten los ataques y designan a la unidad de investigación militar Durandal para liderar la investigación. Mientras buscan pruebas en una base de la Bundeswehr, se encuentran con Rolf Wagner, el líder de las fuerzas especiales Blauer Nebel. Los Durandal teorizan que los atacantes salieron de una pequeña base en Dinamarca y se topan con cierta oposición allí, pero otro grupo de wanzers emboscan al Durandal después de que regresan a Alemania con sus hallazgos, que incluyen un microchip wanzer de Inteligencia Artificial. El equipo entrega el microchip a Niklas Glaeser, un general alemán que lidera la investigación. En una conferencia de prensa, las revelaciones de Glaeser de que los atacantes eran USN confunden al Durandal, que cree que eran de origen zafraniano.
Mientras tanto, USN Venezuela se retira de la USN, pero la USN envía la 332da Compañía Móvil para obligarlos a volver al redil. Darril Traubel y sus dos amigos están patrullando cuando presencian el accidente del transporte del Ejército del Estado Venezolano (VSA). Al inspeccionar los restos, encuentran una caja con lingotes de oro valoradas en 25 millones de dólares. Luego, los tres deciden robar el oro y desertar. Sin embargo, fueron descubiertos por el VSA y se ven obligados a escapar hacia el norte, a Cumaná, donde un hombre de negocios llamado Chang les ofrece ayuda para escapar. Sin embargo, esto falla cuando son atacados por desconocidos wanzers en el puerto, que se extiende a la ciudad. Darril captura a su líder, Anizka Ivanovna Aleksandrov, y se dirigen a otra ruta de escape. En el camino, los desertores encuentran un pueblo atacado por el VSA. Darril decide ayudar a los aldeanos y, en el proceso, se encuentra con el grupo rebelde "Alianza de Libertad Venezolana". Ivanovna escapa durante la escaramuza, pero mantiene un faro en el camión de los desertores creyendo que pueden ser útiles para ella en el futuro. A medida que la trama del juego se complica, los protagonistas descubren que Glaeser mintió sobre la investigación y fragmenta sus conexiones entre los ataques de base en Alemania y los perseguidores de los desertores en Venezuela.

### Personajes
- Elsa Eliane: es una exsargento del ejército francés E.C. y miembro del E.C. Armored Tactics Research Corps, también conocida como Durandal. Antes de unirse al Durandal, Elsa estaba al servicio del ejército francés y les sirvió durante tres años desde 2093 hasta 2096.[4] Aunque Eliane no tenía experiencia real en combate con los militares, su comprensión de la teoría del combate y el pilotaje de wanzer impresionaron a sus oficiales superiores. Como resultado, Elsa fue aceptada en el Durandal por recomendación de sus superiores. Elsa también se menciona en Front Mission 5: Scars of the War.
- Billy Renges: es un miembro de la U.S.N. al servicio de la 332da Compañía Móvil. Billy nació en una familia pobre que lucha para sobrevivir. Decidido a escapar de una vida de pobreza, se alistó en el Ejército USN para vivir la buena vida. Renges conoció y entabló amistad con Darril Traubel durante el segundo conflicto Huffman, y los dos han formado una fuerte amistad desde entonces. Cuando Darril fue reasignado a la 332da Compañía Móvil, solicitó una transferencia a la compañía para servir con su mejor amigo. Billy también hace una aparición en Front Mission, y se le hace referencia en Front Mission 5.[5]
- Bruno Díaz: es el gobernador del estado de la U.S.N. de Venezuela. Como líder títere sigue las órdenes del Gobierno Central de la USN. Bruno tiene amplias conexiones con la mafia y varias fuentes extranjeras. Utilizó estas fuentes para oprimir al pueblo venezolano y se hizo rico al robarles su dinero. Díaz, sin embargo, desea romper con la USN y para que esto ocurra termina aceptando el apoyo militar de una entidad extranjera desconocida. Bruno también es mencionado en Front Mission 5: Scars of the War.
- Darril Traubel: es un sargento de la U.S.N. y un jefe de la sección del Ejército de la U.S.N. en la 332da Compañía Móvil. Como un soldado con talento, los logros de Darril en el campo de batalla le convirtieron en una estrella en ascenso en el Ejército de la U.S.N.. Sin embargo, su sentido de la justicia le ha llevado a ignorar las órdenes y, finalmente, provocando se descenso de categoría de capitán a sargento en 2096. Desde entonces, Traubel se ha convertido en un soldado desilusionado y ha perdido el interés en la lucha por la USN.[6] Darril también hace apariciones en Front Mission y Front Mission 5: Scars of the War como personaje jugable.[7]
- Luis Pérez: es el líder de la Alianza de Libertad Venezolana. Creció en condiciones de vida precarias. De pequeño, Luis aspiraba a cambiar Venezuela para bien. A la edad de 15 años, se unió a la Alianza de la Libertad Venezolana como soldado. A la edad de 20, el líder de la Alianza murió y Pérez se convirtió en el nuevo líder del grupo. Luis se opone a las reglas del gobernador Bruno Díaz y busca un mejor trato para su pueblo por parte del Gobierno Central de la USN. Luis también es mencionado en Front Mission 5: Scars of the War.
- Phillip Chaeffer: es un miembro de primera clase al servicio de la 332da Compañía Móvil de la U.S.N. Phillip se alistó en el Ejército de la U.S.N. durante el segundo Conflicto Huffman y sirvió como soldado de infantería en la guerra. En algún momento durante la guerra, comienza una amistad con Darril Traubel y Billy Renges. Como el más joven y el más inexperto de los tres hombres, Chaeffer tiene una tendencia a actuar imprudentemente y atraer la atención no deseada de las fuerzas enemigas. Phillip también es mencionado en Front Mission.[8]
- William Clift: es el presidente del Gobierno Central de la U.S.N. Como presidente de la USN, William hizo de la resolución de conflictos nacionales e internacionales, el foco de su presidencia durante los años 2090.[9] Su gobierno estuvo muy involucrado en el golpe de Estado en Venezuela y el conflicto de Indochina. William también es mencionado en Front Mission 5: Scars of the War.

## Desarrollo
El 6 de agosto de 2003 Square Enix anuncio sus planes para desarrollar una nueva entrega de la serie Front Mission. En diciembre de 2003, Square Enix reveló un tráiler del videojuego junto a Front Mission: Online en el Jump Fest. En febrero de 2004 fue anunciado un lanzamiento en Norteamérica del videojuego junto a Star Ocean 3 como un lanzamiento conjunto en junio de ese año. En marzo de 2004, a los usuarios registrados de PlayOnline se les dio acceso a una demo gratuita del videojuego. El videojuego fue puesto en exhibición en la E3 de mayo de 2004, con el director del videojuego Toshiro Tsuchida explicando el argumento y las nuevas características que incluyen el chat de voz. El videojuego solo presentaba voz en off en inglés, y en Japón solo fue lanzado con subtítulos. El lanzamiento del juego en América del Norte presentó algunos cambios cosméticos, como el cambio de la USN a la UCS y la Cruz de Malta alemana en las unidades de la Bundeswehr cambió a un simple emblema X negro.

## Banda sonora
La banda sonora fue compuesta por Hidenori Iwasaki, con algunas pistas aportadas por Ryo Yamazaki. Esta fue la primera composición de Iwasaki, ya que anteriormente solo había trabajado como programador de sintetizadores. La música ha sido descrita como muy diferente de la música de otros Front Mission, y como mucho más "abstracta y pesada" que la del videojuego anterior, mucho más similar a la música del primer videojuego con un énfasis en la melodía, así como la luz y los elementos temáticos. La banda sonora también incorpora elementos de estilo "sudamericano", como el uso de flautas de pan y percusiones tribales. La música del videojuego fue incluida junto a música de la nueva versión del primer Front Mission, y el álbum fue titulado Front Mission 4 plus 1st Original Soundtrack. Fue publicado por Square Enix el 10 de mayo de 2004. El álbum de cuatro discos tiene dos discos dedicados a cada videojuego, y cuenta con 97 pistas. Tiene una duración de 3 horas, 24 minutos y 24 segundos, y tiene asignado los números de catálogo SQEX-10021~4.
El álbum fue bien recibido por Ben Schweitzer de RPGFan. Prefiriendo las pistas de Front Mission 4 a las pistas del primer videojuego, elogió el álbum como "impresionante", especialmente teniendo en cuenta que era solo la "primera obra de un nuevo compositor prometedor". Mientras que no creía que todas las pistas eran de una calidad constante, dijo que ninguno de ellas era "mala", y que las pistas más "atmosféricas" se destacaban por ser especialmente notables. Los críticos de Square Enix Music Online tenían similares elogios y críticas, calificándola como «no es la más diversa y coherente de las puntuaciones de Front Mission» pero aún «muy valiosa»; también destacaron las pistas atmosféricas como dignas de mención.

## Recepción
Front Mission 4 vendió 169 606 copias en Japón a finales de 2003. Además, fue el videojuego más vendido en la semana de Navidad en Japón. Fue relanzado junto con otros títulos de Square Enix bajo la marca "Ultimate Hits", el 11 de mayo de 2006. En la época del reestreno de Ultimate Hits, Front Mission 4 vendió más de 260 mil copias en Japón.
Front Mission 4 tiene un puntaje del 75% tanto en GameRankings como en Metacritic. La reacción norteamericana al videojuego fue consistente en todos los ámbitos, recibiendo críticas generalmente buenas. Fue elogiado por su profunda jugabilidad, el nivel de personalización de los wanzers y los altos valores de producción. Entre las críticas más negativas, varios críticos declararon que la trama avanzaba a un ritmo lento, la IA era insatisfactoria, y el sistema de menú era incómodo a veces. Al menos 4 de los críticos mencionados a continuación consideraron que la alta complejidad del videojuego sería un beneficio o un fallo del videojuego dependiendo del jugador. La Official U.S. PlayStation Magazine resumió lo mejor del videojuego con «Fuera de la serie de Romance of the Three Kingdoms, nada supera la complejidad de FM4».  El consenso de la crítica parecía ser que los fanáticos de los juegos Mecha o de rol estratégico estarían encantados con Front Mission 4 y que la audiencia general debería alquilarlo primero. Otra queja que se escuchó (particularmente con Game Informer) es que las primeras batallas se alternan entre lo tedioso y molesto.